# Tombe du peintre de la Sphinge barbue
 (août 2024).
La tombe du peintre de la Sphinge barbue (en italien : Tomba del Pittore della Sfinge barbuta) est une des tombes étrusques, datant du VIIe siècle av. J.-C., situées dans la nécropole de L'Osteria près de la ville de Vulci dans la  province de Viterbe, dans le nord du Latium.

## Histoire
La tombe du peintre de la Sphinge Barbue date de la période orientalisante et a été mise au jour en 1968.

## Description
La tombe se trouve dans la zone septentrionale de Vulci au lieu-dit de l'Osteria et est comprise dans le Parco Archeologico Ambientale di Vulci. 
Il s'agit d'une tombe a camera creusée dans le tuf. Son nom provient du nom donné à deux grandes amphores décorées d'une sphinge barbue trouvées sur le site et attribuées à l'artiste anonyme « Peintre de la Sphinge barbue ». 
Les deux amphores sont conservées au Musée national étrusque de la villa Giulia à Rome.